# Weferlingen
Weferlingen est une ancienne municipalité de l'arrondissement de la Börde, en Saxe-Anhalt, en Allemagne. Elle fusionne le 1er janvier 2010 avec plusieurs municipalités pour former la ville d'Oebisfelde-Weferlingen.

## Personnalités
Angela Voigt (1951-2013), championne olympique du saut en longueur en 1976, est née à Weferlingen.

## Dans la culture
La ville de Weferlingen apparaît dans le dlc "Global mobilization" d'Arma 3. Ce dlc se passe en 1983. Ce dlc représente la ville de Weferlingen, en RDA, et de la ville de Grasleben, en RFA, avec la frontière inter-allemande. Ce dlc parle d'un affrontement localisé entre la NVA et la Bundeswehr.